# Tisenhof

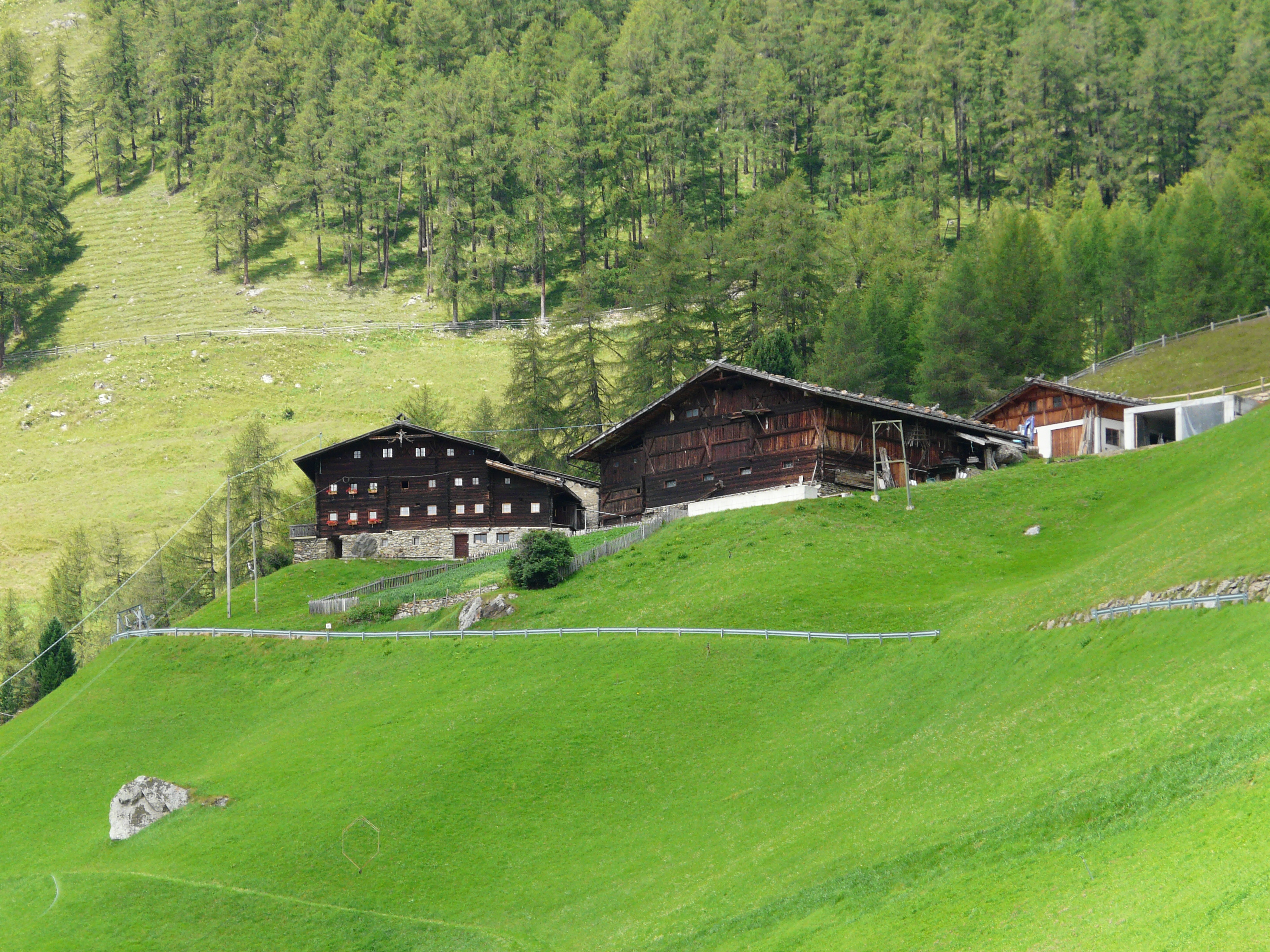
Der Tisenhof (2011)

Der Tisenhof ist ein Bergbauernhof in der Gemeinde Schnals im Vinschgau in Südtirol (Italien). Er steht unter Denkmalschutz.

## Lage
Der Hof liegt oberhalb des Vernagt-Stausees bzw. der Ortschaft Vernagt im Schnalstal und gehört zur Fraktion Unser Frau der Gemeinde Schnals. Er befindet sich auf 1814 m s.l.m. Höhe an der Grenze zum Naturpark Texelgruppe. Zum Hof führt von Vernagt eine asphaltierte schmale Straße. Der Tisenhof liegt am Ausgang des Tisentals, das sich nordwärts zu den Hochgipfeln des Schnalskamms hinaufzieht und am Niederjoch (3017 m) und Tisenjoch (3188 m) Übergänge Richtung Ötztal vermittelt.

## Geschichte
Der Tisenhof wird 1306 ersturkundlich genannt. Er war in den Stamser Urbaren als „curia in Snals dicta Tusin“ eingetragen. Weitere Nennungen stammen aus den Jahren 1318 und 1336.
Der Tisenhof besteht aus drei Gebäuden aus Holz. Die Wetterseite des Wohngebäudes ist vermauert. Die Stube ist mit Feldergetäfel ausgestattet. Tür und Fensterrahmen sind mit Schnitzwerk versehen. Der gemalte Fries trägt die Jahreszahl 1782.
Der Hof wird von der Familie Tappeiner geführt und dient auch als Jausenstation. Er ist der letzte Gebäudekomplex vor der Similaunhütte für Wanderer, die von Vernagt aus durch das Tisental den Weg zum Fundort Ötzis nehmen. Möglicherweise führte der letzte Weg den sogenannten Mann vom Tisenjoch hier durch das Tisental aufwärts. Bis zur Mitte der 1950er Jahre passierten die Schnalser Jochträger, die die Berghütten versorgten, den Hof.
Der Archäologische Wanderweg A1 zur Grawand führt über den Hof.
Der Baedeker-Reiseführer mit dem Titel Südbayern, Tirol und Salzburg. Ober- und Nieder-Österreich, Steiermark, Kärnten und Krain von 1909 nannte den Hof mit der Bemerkung „guter Wein“.
In den 1970er Jahren richtete der damalige Besitzer Alois Tappeiner Übernachtungsmöglichkeiten in zwei Kammern ein. Die deutsche Wochenzeitung Die Zeit schrieb 1977: „Auf dem Herd gart ein Maispudding in einer überdimensionalen Pfanne, Grundnahrungsmittel für Frühstück, Mittag- und Abendessen. Jährlich werden vier bis fünf große Tonnen Kohl für den Winter eingemacht, Mohnkerne in stundenlanger Stampferei zermahlen und Speck im Kamin geräuchert. Daß die Bäuerin seit wenigen Jahren nicht mehr selbst den Brotteig walkt, sondern die Laibe vom Dorfbäcker bezieht, gilt als bedeutender Fortschritt.“
1981 wurde der Hof unter Denkmalschutz gestellt.
Der Schriftsteller Dieter Lattmann beschrieb den Tisenhof in seinem 2003 veröffentlichten Roman Fernwanderweg  als „ehrwürdig“ und aus „drei tabakbraune[n] Holzhäuser[n]“ bestehend.